# Bijnor
Bijnor ou Bijnaur ou Bijnour (en hindi : बिजनौर, en ourdou : بجنور) est une ville du district de Bijnor dans l'Uttar Pradesh en Inde.
Bijnor est le centre administratif du district de Bijnor.